# Арешт коштів
Арешт коштів — операція, що полягає в обмеженні прав власника щодо розпоряджання своїми грошовими коштами.
Арешт коштів як такий не означає зміну їх власника. Проте, це відчутно болючий захід для кожного підприємства, що свідчить про негативний стан його справ, і може спричинити розірвання контрактів, зупинку торгівлі, виникнення боргів з виплати заробітної плати, зміну керівництва.
Арешт коштів буває двох видів:
1. арешт коштів та інших цінностей, що знаходяться на банківських рахунках чи на зберіганні у банках або інших фінансових установах;
2. арешт коштів, що перебувають у касі або надходять до неї.

Відповідно до статті 1074 Цивільного кодексу України, обмеження прав клієнта щодо розпоряджання грошовими коштами, що знаходяться на його рахунку, не допускається, крім випадків обмеження права розпоряджання рахунком за рішенням суду або в інших випадках, встановлених законом, а також у разі зупинення фінансових операцій, які можуть бути пов'язані з легалізацією (відмиванням) доходів, одержаних злочинним шляхом, або фінансуванням тероризму чи фінансуванням розповсюдження зброї масового знищення, передбачених законом.
Забороняється накладати арешт на кореспондентські рахунки банку.
Арешт коштів як банківська операція становить собою зупинення видаткових операцій по рахунку (при цьому кошти, що надходять на рахунок, продовжують прийматися). Арештовується не рахунок, а кошти на ньому. У деяких випадках рахунок з арештом можна закрити, проте сам арешт залишатиметься.
Арешт виконується установою банку, в якому відкрито рахунок, на підставі:
- постанови державного чи приватного виконавця (арешт поширюється також на кошти на рахунках, відкритих після винесення постанови про накладення арешту[3]);
- судового рішення (рішення, ухвали, постанови, наказу, виконавчого листа суду);
- на інших законних підставах (боротьба з відмиванням коштів і фінансуванням тероризму, гарантування вкладів фізичних осіб).

Арешт може бути накладений на всі кошти, що є на всіх рахунках клієнта банку, без зазначення конкретної суми, або на суму, що конкретно визначена в документі про арешт.
Арешт коштів в іноземній валюті, банківських металах має свої особливості.
Арешт коштів триває до списання суми боргу, або до зняття арешту за постановою державного виконавця, за постановою слідчого, а також за судовим рішенням.